# André Poppe
André Poppe (Sint-Niklaas, Flandes Oriental, 4 de novembre de 1943) va ser un ciclista belga que fou professional entre 1966 i 1972.

## Palmarès

### Resultats al Tour de França
- 1968. 14è de la classificació general
- 1969. 33è de la classificació general
- 1970. 54è de la classificació general
- 1972. Fora de control (7a etapa)

### Resultats al Giro d'Itàlia
- 1971. 68è de la classificació general
- 1972. 40è de la classificació general

### Resultats a la Volta a Espanya
- 1970. 19è de la classificació general